# Moses (chanson)
Pour les articles homonymes, voir Moses.
Singles de Coldplay
God Put A Smile Upon Your Face
(2003) Speed of Sound
(2005)
Cette chanson a été écrite pour la tournée de Coldplay en 2003. Elle figure uniquement en live sur l'album Live 2003.
Elle a été écrite par Chris Martin au sujet de son épouse Gwyneth Paltrow. Cette chanson a inspiré à Chris et Gwyneth le nom de leur deuxième enfant, Moses Bruce Anthony Martin, né en 2006.